# Договір дев'яти держав
Договір дев'яти держав (яп. 九カ国条約, латиніз.: Kyūkakoku Jōyaku, спрощ.: 九国公约; кит. трад.: 九國公約; піньїнь: jiǔ guó gōngyuē) — договір, що затверджує суверенітет та територіальну цілісність Китайської Республіки відповідно до політики «Відкритих дверей», підписаний 6 лютого 1922 всіма учасниками Вашингтонської військово-морської конференції: Бельгією, Китаєм, Францією, Великою Британією, Італією, Японією, Нідерландами, Португалією та США.

## Політика «Відкритих дверей»

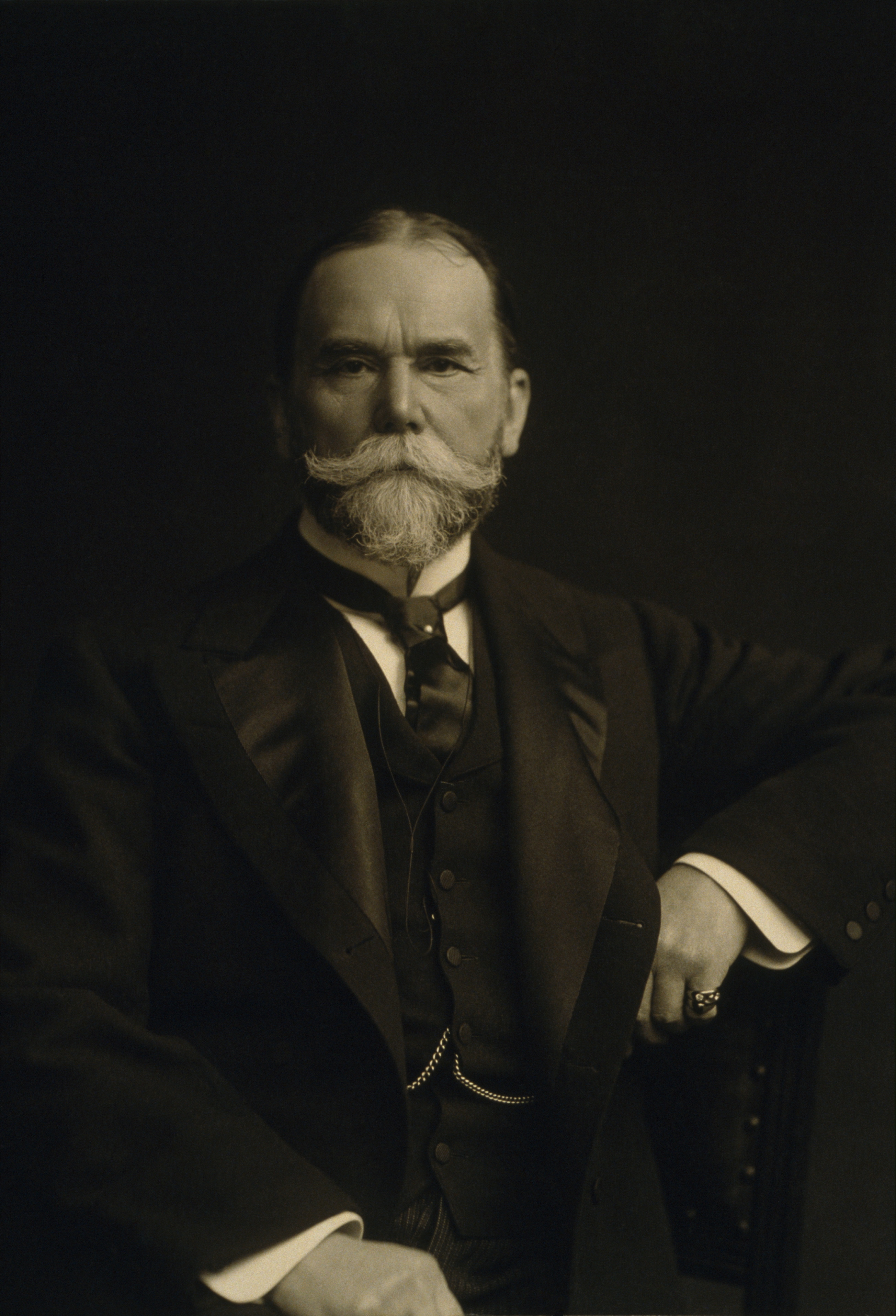
Держсекретар США Джон Гей, автор концепції «Відкритих дверей»

Державний секретар США Джон Гей у липні 1900 р. видав дипломатичний циркуляр зі зверненням до всіх великих світових держав, що мають інтереси в Китаї. В циркулярі він  закликав їх офіційно заявити, що вони підтримують політику «Відкритих дверей», щоб забезпечити всім країнам рівний доступ до китайських портів у межах їх сфер впливу. Побоюючись, що європейські держави та Японія готуються розділити Китай на колонії, Гей також окреслив положення про збереження територіальної та адміністративної цілісності Китаю.
США особливо насторожено ставилися до планів Японії стосовно Китаю після російсько-японської війни (1904—1905 рр.) і «Двадцяти однієї вимоги» (1915 р.) і неодноразово підписували угоди з японським урядом, зобов'язуючись підтримувати політику рівності в Маньчжурії та іншій частині материкового Китаю. Ці переговори закінчилися Угодою Лансінга-Ісії 1917 р., яка незабаром показала себе абсолютно не ефективною.

## Вашингтонська морська конференція
Під час Вашингтонської військово-морської конференції 1921—1922 років уряд США знову порушили питання політики «Відкритих дверей», і всі учасники (США, Китайська Республіка, Японія, Франція, Велика Британія, Італія, Бельгія, Нідерланди та Португалія) підписали Договір дев'яти держав, який був покликаний підвести політику «Відкритих дверей» під регулювання міжнародним правом. Договір визнавав Маньчжурію як японську сферу впливу, але в іншому підтверджував важливість рівних можливостей для всіх країн, присутніх в регіоні.
Договір дев'яти держав був однією із кількох угод, укладених під час Вашингтонської військово-морської конференції. Інші важливі угоди: Договір чотирьох держав, Договір п'яти держав та Шандунський договір.

## Ефективність
У Договорі дев'яти держав були відсутні механізми забезпечення дотримання нормативних положень, і коли Японія порушила його, в 1931 року вторгшись у Манчжурію і створивши маріонеткову державу Маньчжоу-Го, США були не здатні зробити нічого, крім нот протесту і запровадження економічних санкцій. У листопаді 1937 року сторони, що підписали договір, зібралися в Брюсселі на Конференції з Договору дев'яти держав після початку Другої японсько-китайської війни, але вона не мала істотних результатів. Проте, зрештою, договір зіграв роль стримуючого фактора японської агресії під час Шанхайської битви 1932 року.
Дія договору припинилась із початком Другої світової війни.